# 櫛ヶ峯
櫛ヶ峯（くしがみね）は、青森県の南八甲田山系にある火山である。南八甲田山系の最高峰である。「櫛ヶ峰」や「櫛ガ峰」と記述されることもある。また、隣の下岳 (1342m) の関係から「上岳」と呼ばれることもある。東北百名山に選ばれている。駒ケ峰など東側から望むと、山の形が“柘植の櫛”のように見える。

## 概要

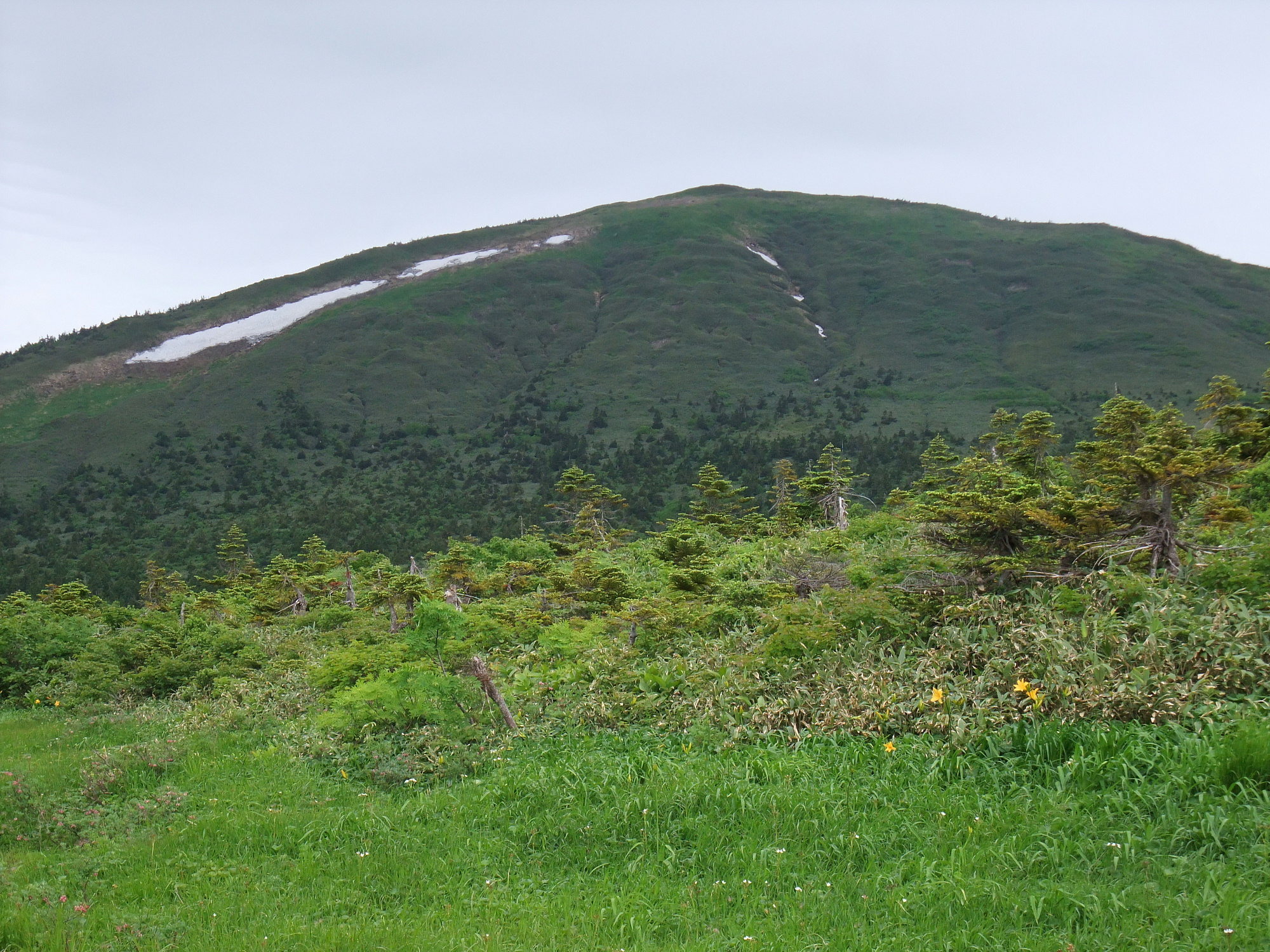
登山道から見た櫛ヶ峯（2012年7月）

均整のとれたなだらかな三角形の山容をしており、裾野には広大な湿原が広がっている。 6月下旬から7月中旬の花のシーズンに訪れると、裾野には広大なお花畑が広がっている。ただ、無雪期には登山のための時間があまりにもかかるため、夏に登山に訪れる人よりも、5月中頃までのスキーを利用して登山を行う人の方が多い。
山頂からは、十和田湖や岩木山、北八甲田山、青森市などを見ることができ、360度の眺望を得ることができる。山頂から、廃道になったかつての登山道を降りると崩れた祠の跡がある。祠には開山の経緯が掘られた碑があり、その碑文によると、櫛ヶ峯に登山道が作られたのは1956年(昭和31年)10月である。
八甲田山系の中で、登山のための時間が最も必要となる山である。猿倉温泉か御鼻部山山頂駐車場からの登山道で登山可能である。この道は、昭和8年から9年にかけてつくられた車道であったが、ほとんど自動車が通らず車道としては廃道の状態になっている。長年の植物遷移と洗掘が進んで極めて歩行困難な箇所が随所に認められ、雨天時には洗掘のため歩行不可能な区間もあるものの、この道の整備に関しては論議が存在する。
1977年ごろから、登山ブームに乗って櫛ケ峰を訪れる人が急に増え始めた。櫛ケ峰の広大な東斜面には雪が多く張り付き、遅くまで雪が残る。一面の草地は雪解け水を含み、季節になるとイワイチョウ、ヒナザクラ、チングルマなどが咲く。これが雪田といわれている湿原だが、登山客の増加の影響を受けてこの雪田上に作られた登山道はえぐられ川ができ、そのため登山客が別の所を歩くとそこがまたえぐられるという悪循環が繰り返された。そのため、山頂直下の登山道が尾根筋に新たに作られ、旧登山道は閉鎖され、植生復元が行われた。